# Gurdwara Guru Nanak Darbar de Dubai
La Gurdwara Guru Nanak Darbar de Dubai, el sikhisme en els Emirats Àrabs Units, té al voltant de 50.000 seguidors, la majoria d'ells són ciutadans sikhs, que resideixen en els emirats, la major part d'ells es troben en l'Emirat islàmic de Dubai, i són persones procedents de la regió del Panjab, una regió que es troba en el país de l'Índia. Hi ha també un petit nombre de sikhs pakistanesos.
A Dubai, hi ha una gurdwara sikh, que serveix a uns 10.000 fidels. En juny de 2010, els fonaments de l'edifici, van ser col·locats per fer possible la construcció del temple Guru Nanak Darbar de Dubai. La construcció ha tingut una despesa de 20 milions de dòlars americans, la gurdwara es troba en la localitat de Jebel Alí, una ciutat que està situada en l'emirat islàmic de Dubai, i aquesta gurdwara serà el primer temple sikh oficial en tota l'àrea del Golf Pèrsic. La missió del temple, és satisfer les necessitats espirituals de la comunitat sikh local. Una àrea de 25.400 peus quadrats (2.360 metres quadrats) de terreny, va ser donada amablement, pel Xeic Muhammad bin Rashid Al Maktum, per fer possible la construcció de l'edifici.
Un empresari, i un membre de la comunitat sikh local que va proposar la construcció de la gurdwara, va comentar que: 
"El meu somni és fer del temple Guru Nanak Darbar, el segon millor temple sikh del Món, després del Harmandir Sahib, el Temple Daurat de la ciutat santa de Amritsar."
El temple Guru Nanak Darbar, està basat en el Harmandir Sahib, el Temple Daurat d'Amritsar, i en la gurdwara de Southall, a Londres, Anglaterra. L'interior del temple Guru Nanak Darbar de Dubai, ha estat dissenyat pel dissenyador d'interiors Paul Bishop. A més d'un gran saló d'oració cobert de catifa, hi ha 3 sales més petites per a funcions privades, una sala de meditació, una biblioteca, i un ampli langar o menjador comunitari. La moderna cuina, pot servir menjar, als més de 10.000 fidels que venen a resar a la gurdwara cada divendres.
Per desenvolupar els valors religiosos, entre la següent generació de joves, durant els dissabtes, es duen a terme en el temple lliçons especials de tres hores, on s'ensenya als nens la llengua panjabi, i com han de comportar-se en els llocs d'adoració.